# Montanaire
Montanaire es una comuna suiza del cantón de Vaud, ubicada en el distrito de Gros-de-Vaud.

## Historia
La comuna fue creada el 1 de enero de 2013 tras la fusión de las antiguas comunas de Chanéaz, Chapelle-sur-Moudon, Correvon, Denezy, Martherenges, Neyruz-sur-Moudon, Peyres-Possens, Saint-Cierges  y Thierrens.

## Geografía
La comuna limita al norte con la comuna de Vuissens (FR), al noreste con Valbroye y Prévondavaux (FR), al este con Villars-le-Comte, Lucens y Bussy-sur-Moudon, al sureste con Moudon, al sur con Jorat-Menthue, al suroeste con Montilliez y Fey, al oeste con Boulens, Bercher y Ogens, y al noroeste con Bioley-Magnoux, Donneloye y Démoret.

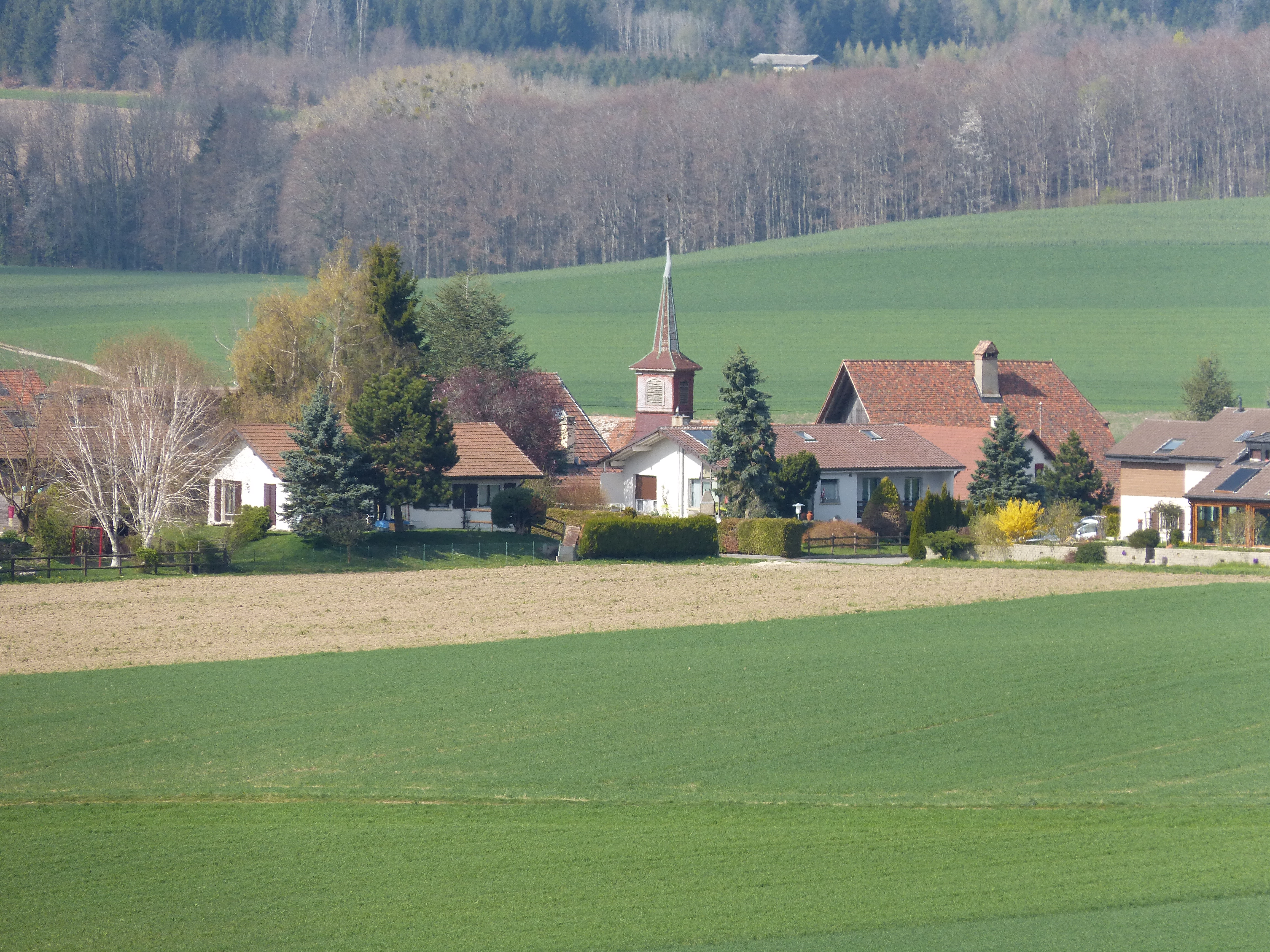
Vista de Thierrens.